# Universidad de Iowa
La Universidad de Iowa, o Iowa de forma corta, es una universidad pública ubicada en un campus de 1900 acres en Iowa City, Iowa (Estados Unidos).

## Historia y distinciones
La Universidad de Iowa fue fundada el 25 de febrero de 1847 como la primera institución pública de educación superior del estado, tan sólo 59 días después de que Iowa se convirtiese en estado. No debe ser confundida con la Universidad Estatal de Iowa.
La primera facultad ofreció educación en la Universidad en marzo de 1855 a estudiantes en el Edificio de la Vieja Maquinaria, situada en donde se encuentra ahora el Salón Seashore. En septiembre de 1855, el cuerpo estudiantil llegó a 124, de los cuales 41 eran mujeres. El catálogo de 1856-57 enlistaba nueve departamentos ofreciendo Lenguas Antiguas, Lenguaje Moderno, Filosofía Intelectual, Filosofía Moral, Historia, Historia Natural, Matemática, Filosofía Natural y Química.
El campus original estaba compuesto del Antiguo Edificio del Capitolio de Iowa y de 10 acres de tierra en las que descansaba. Siguiendo el emplazamiento de la primera piedra el 4 de julio de 1840, el edificio albergaba la Quinta Asamblea del Territorio de Iowa (5 de diciembre de 1842) y luego se convirtió en el primer capitolio del Estado de Iowa (28 de diciembre de 1846). Hasta entonces había sido el tercer capitolio del Territorio de Iowa. Cuando el capitolio de Iowa fue movido a Des Moines en 1857, el Antiguo Capitolio se convirtió en el primer "hogar" permanente de la Universidad.
En 1855, Iowa se convirtió en la primera universidad pública en los Estados Unidos en admitir a hombres y mujeres de manera indiferente y fue la primera a nivel mundial en aceptar trabajo creativo en teatro, escritura, música y arte en una base de igualdad con la investigación académica.
La universidad fue una de las primeras instituciones en América en otorgar un título en derecho a una mujer (Mary B. Hickey Wilkinson, 1873), en otorgar un título en derecho a una mujer afrodescendiente (G. Alexander Clark, 1879) y en poner a una afrodescendiente en el equipo deportivo de una fraternidad (Carleton "Kinney" Holbrook, 1895. La universidad ofreció su primer grado doctoral en 1898.
Estableció la primera escuela de derecho al oeste del río Misisipi, y también fue la primera en usar la televisión para la educación (1932) y fue pionera en el campo de las pruebas estandarizadas. Adicionalmente, Iowa fue la primera institución de las Diez Grandes en promover a un afrodescendiente en una posición de vicepresidente (Dr. Phillip Hubbard, promovido en 1966).
La universidad es también el hogar del conocido Iowa Writers' Workshop y del National Advanced Driving Simulator (un simulador de manejo de realidad virtual.) El U.S.News & World Report ha posicionado a los Hospitales y Clínicas de la UI entre los "Mejores Hospitales de América" desde que empezó su calificación en 1990. La Universidad alberga actualmente el ISCABBS, un sistema de boletines que fue la comunidad más larda de Internet antes de la comercialización de la World Wide Web.
La universidad es uno de los 60 miembros de la Asociación de Universidades Americanas. Su Biblioteca de Derecho está considerada como la mejor de la nación por el National Jurist.

## Tiroteo
El 1 de noviembre de 1991, cinco estudiantes y administradores fueron asesinados y un estudiante fue paralizado permanentemente cuando un estudiante graduado de física, Gang Lu, realizó una masacre, presuntamente porque le fue negado un prestigioso premio.

## Polémica
La universidad ha estado recientemente envuelta en polémica por gastar más de $200 000 en la búsqueda de un nuevo presidente para reemplazar la posición vacante dejada por David J. Skorton después de asumir la presidencia de la Universidad Cornell en enero de 2006. La búsqueda ha sido insatisfactoria, llevando a tensiones entre el claustro y miembros del personal. El 7 de diciembre de 2006, se notificó que el senado de la facultad estaba buscando dar un voto de no confianza a dos miembros de la Mesa Directiva de Iowa.

## Facultades y escuelas
- College of Liberal Arts & Sciences
- Tippie College of Business
- School of Social Work, North Hall
- College of Engineering
- College of Pharmacy
- College of Education
- College of Nursing
- Graduate College
- College of Law
- Carver College of Medicine
- College of Dentistry
- College of Public Health
- University College

## Ranking académico
El U.S. News & World Report ubicó a los programas de pregrado de la Universidad de Iowa en el lugar 60 de la categoría de Universidades Nacionales, empatada con la Universidad de Boston, Universidad Purdue, Rutgers, Universidad Estatal de Ohio, y la Texas A&M University.

## Campus
El campus principal de la Universidad de Iowa, diseñado originalmente por Daniel Cook, está ubicado en la Ciudad de Iowa, con el campus siendo bordeado por Park Road al norte y las calles Dubuque y Gilbert al este. La U.S. Route 6 atraviesa el campus de la universidad. El Río Iowa corre a través del campus dividiéndolo en lado oeste y este. El campus de Iowa está ubicado en el centro de la Ciudad de Iowa lo que deja poco espacio para paisajes y mucho del campus es concreto y está lleno de gente debido a su posición.
De importancia arquitectónica es el pentagrama en el centro del campus de la Universidad de Iowa. El Pentagrama es la ubicación de los cinco edificios más importantes del campus: Antiguo Capitolio, Salón Schaeffer, Salón MacLean, Salón Macbride, y el Salón Jessup.
También el lado oriental del campus incluye cuatro edificios de residencias, el Iowa Memorial Union, el Pappajohn Business Building, y los edificios de biología, química, psicología y física.
Los Colegios de Derecho, Medicina, Enfermería, Estomatología, Farmacología y Salud Pública están en el lado occidental en el Río Iowa, junto con los Hospitales y Clínicas de la Universidad de Iowa y el Edificio de Música Voxman. Adicionalmente, cuatro edificios residenciales, el Estadio Kinnick, y la Arena Carver-Hawkeye están ubicadas en el oeste del campus.
El Campus de Oakdale, que alberga algunas de las instalaciones de investigación de la universidad y el simulador de manejo, está ubicado al norte de la Interestatal 80 en el adyacente Coralville.

## Deportes
La Universidad de Iowa tiene un programa deportivo que incluye 24 deportes, 11 masculinos y 13 femeninos. Sus colores son el negro y el dorado. Compiten en la Big Ten Conference.